# Fritz-Reuter-Schule (Zarrentin)

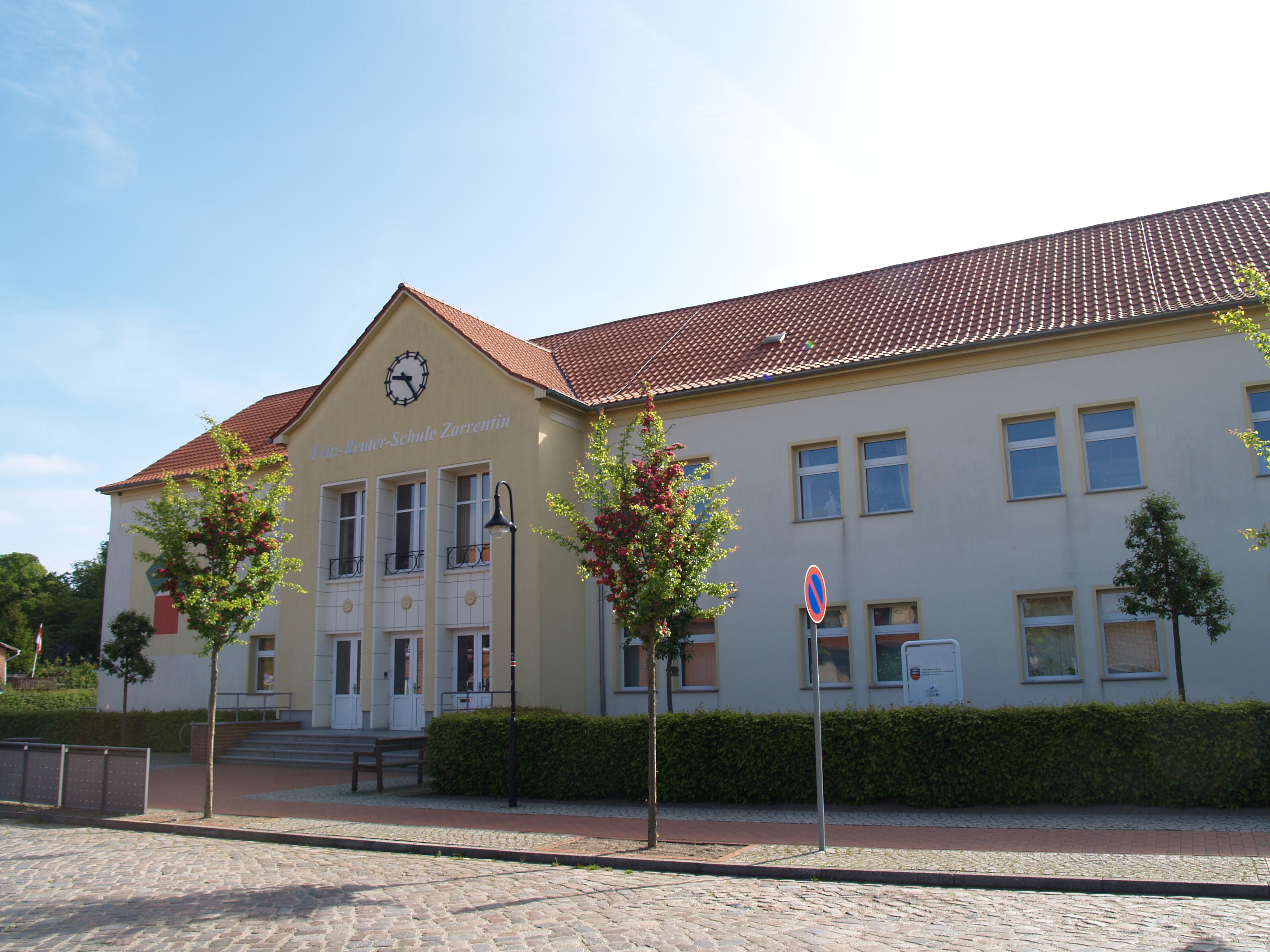
Ehemalige Fritz-Reuter-Schule, Zarrentin

Die Fritz-Reuter-Schule in Zarrentin am Schaalsee (Mecklenburg-Vorpommern) ist ein ehemaliges Schulgebäude, das im 20. Jahrhundert in der Rosenstraße 27 gebaut wurde. Es beherbergte bis zum Umzug auf den Schulcampus Fritz Reuter im Jahr 2023 eine Oberschule, die zu einer Regionalen Schule und Grundschule umgewandelt wurde. Das Gebäude und die Turnhalle stehen unter Denkmalschutz.

## Geschichte
Die Stadt Zarrentin am Schaalsee mit 5369 Einwohnern (2020) wurde 1194 als Zarnethin erstmals erwähnt.
In der einklassigen, eingeschossigen Küsterschule mit einem Krüppelwalmdach neben dem Pfarrhaus wurde früher bis 1840 vom Küster und Lehrer unterrichtet. Die Schule war schon Anfang des 19. Jahrhunderts überfüllt und die Schülerzahl soll bis zu 200 Kinder betragen haben, obwohl ein Lehrer gemäß einer Verordnung nicht mehr als 100 Schüler unterrichten sollte.
Ostern 1840 konnte ein zweigeschossiges Schulhaus eingeweiht werden, das bis 1854 zwei-, dann drei- und schließlich vierklassig ausgebaut wurde. Auch diese Schule war bald überfüllt. 1859 gab es einen Rektor der Schule. 1863 wurde der Turnunterricht eingeführt. Ab 1863 mussten Nebenklassen in anderen Gebäuden für eine 5. Klasse angemietet werden. 1902 entstand ein Schulanbau für eine 6. Klasse und die Klosterscheune wurde 1937 eine Turnhalle.
Die Einwohnerzahl nahm nach 1945 drastisch zu und 1946 wurden 208 Kinder neu eingeschult und insgesamt gab es 750 Schüler an der Zentralschule, mit danach ständig steigender Tendenz. Zwei Häuser mussten angemietet werden und zeitweise wurde in einer Baracke unterrichtet. Auch aufgrund der isolierten Lage in einem kontrollierten Grenzbezirk der DDR musste ein neuer Schulbau erstellt werden.
Das zweigeschossige Gebäude mit dem markanten Giebelrisalit und einem Walmdach wurde in der DDR-Zeit vermutlich Ende der 1950er Jahre als Oberschule gebaut. Eine Wandmalerei ziert das Treppenhaus.
Im Sommer 2020 begannen die Bauarbeiten am neuen Schulcampus nach Plänen der Architekten ppp (Hamburg) an der Straße nach Testorf. Im Jahr 2023 wurden die Bauten fertiggestellt und der Umzug der Schule realisiert.
Der Namensgebers Fritz Reuter (1810–1874) war ein Dichter und Schriftsteller der niederdeutschen Sprache. Er war ein entschiedener Vertreter einer Demokratisierung in Deutschland.